# Железничка станица Крњача мост
Железничка станица Крњача мост је једно од стајалишта БГ воза. Налази се у насељу Крњача у градској општина Палилула у Београду. Смештена је са леве обале реке Дунав. Пруга се наставља ка Крњачи у једном и Панчевачком мосту у другом смеру. Железничка станица Крњача мост састоји се из два колосека. Железничку станицу повезује аутобуска линија 108 (Омладински стадион—Рева (Дубока Бара). 